# 11803 Turrini
11803 Turrini eller 1981 ES12 är en asteroid i huvudbältet som upptäcktes den 1 mars 1981 av den amerikanska astronomen Schelte J. Bus vid Siding Spring-observatoriet. Den är uppkallad efter Diego Turrini.
Asteroiden har en diameter på ungefär 6 kilometer.